# Ạ́
Ạ́ (minuscule : ạ́), appelé A accent aigu point souscrit, est une lettre latine utilisée dans l’écriture de l’abua, de l’avokaya, du st’at’imcets, et du thompson.
Il s’agit de la lettre A diacritée d’un accent aigu et d’un point souscrit.

## Représentations informatiques
Le A accent aigu point souscrit peut être représenté avec les caractères Unicode suivants : 
- composé et normalisé NFC (latin étendu additionnel, diacritiques)[1],[2] :

| formes    | représentations | chaînes de caractères | points de code | descriptions                                                     |
| --------- | --------------- | --------------------- | -------------- | ---------------------------------------------------------------- |
| capitale  | Ạ́               | Ạ◌́                    | U+1EA0 U+0301  | lettre majuscule latine a point souscrit diacritique accent aigu |
| minuscule | ạ́               | ạ◌́                    | U+1EA1 U+0301  | lettre minuscule latine a point souscrit diacritique accent aigu |

- décomposé et normalisé NFD (latin de base, diacritiques) :

| formes    | représentations | chaînes de caractères | points de code       | descriptions                                                                 |
| --------- | --------------- | --------------------- | -------------------- | ---------------------------------------------------------------------------- |
| capitale  | Ạ́               | A◌̣◌́                   | U+0041 U+0323 U+0301 | lettre majuscule latine a diacritique point souscrit diacritique accent aigu |
| minuscule | ạ́               | a◌̣◌́                   | U+0061 U+0323 U+0301 | lettre minuscule latine a diacritique point souscrit diacritique accent aigu |